# Overloading
In programmazione, è detta overloading (o sovraccarico) la creazione di una famiglia di funzioni/subroutine aventi tutte lo stesso nome, ma che accettino un diverso insieme di argomenti (firma), e che eventualmente restituiscano un diverso valore di ritorno. Tale famiglia di funzioni è detta in rapporto di Overloading, o sovraccaricata. Non tutti i linguaggi di programmazione consentono l'overloading.
A seconda dei casi, si può parlare di overloading di funzioni, di costruttori e di operatori.
Sovraccaricare il costruttore di una classe è una pratica comune per gli sviluppatori di librerie, in quanto permette loro di fornire allo sviluppatore finale diverse modalità per istanziare inizializzando l'oggetto della classe con determinati valori iniziali.

## Overloading del costruttore e dei metodi delle classi
Ecco alcuni esempi di sovraccarico di un costruttore Persona e un metodo Rubrica.Inserisci, in linguaggio Visual Basic (è omessa la dichiarazione di un tipo enumerativo Sesso di valore Maschio / Femmina e di alcune implementazioni)
```
Class
 
Persona

Private
 
_nome
 
As
 
String

Private
 
_cognome
 
As
 
String

Private
 
_nascita
 
As
 
Date

Private
 
_sex
 
As
 
Sesso

Public
 
ReadOnly
 
Property
 
NomeCompleto
()
 
As
 
String

Public
 
Sub
 
New
(
ByVal
 
nome
 
As
 
String
,
 
ByVal
 
cognome
 
As
 
String
,
 
ByVal
 
nascita
 
As
 
Date
,
 
ByVal
 
sex
 
As
 
Sesso
)

    
_nome
 
=
 
nome

    
_cognome
 
=
 
cognome

    
_nascita
 
=
 
nascita

    
_sex
 
=
 
sex

End
 
Sub

Public
 
Sub
 
New
(
ByVal
 
AltraPersona
 
As
 
Persona
)

    
_nome
 
=
 
altrapersona
.
_nome

    
_cognome
 
=
 
altrapersona
.
_cognome

    
_nascita
 
=
 
altrapersona
.
_nascita

    
_sex
 
=
 
altrapersona
.
_sex

End
 
Sub

End
 
Class

Class
 
Rubrica

[
...
]

Public
 
Overloads
 
Sub
 
Inserisci
(
ByVal
 
Nome
 
As
 
String
,
 
ByVal
 
Cognome
 
As
 
String
)

Public
 
Overloads
 
Sub
 
Inserisci
(
ByVal
 
Item
 
As
 
Persona
)

End
 
Class

```

In questo modo è possibile inizializzare un'istanza della classe Persona sia fornendo nome e cognome come stringa che copiandoli da un'altra istanza di Persona.
Il codice di cui sopra è facilmente riutilizzabile in linguaggi come C, C++, C# e Java, riscrivendo il tutto secondo la sintassi del linguaggio scelto.

## Overloading degli operatori
Prendiamo in considerazione il seguente esempio C++: una classe che rappresenta i numeri complessi (sono omesse le implementazioni del file .cpp)
```
class
 
Complex

{

    
private
:

        
double
 
_r
;

        
double
 
_i
;

    

    
public
:

        
Complex
(
int
 
r
,
 
int
 
i
);

        
Complex
(
float
 
r
,
 
float
 
i
);

        
Complex
(
double
 
r
,
 
double
 
i
);

        
Complex
(
Complex
 
c
);

}

```

Vorremmo essere in grado di eseguire sui numeri complessi le stesse operazioni che eseguiamo normalmente sui numeri reali. Ad esempio, vorremmo poter eseguire il seguente codice:
```
Complex
 
c
,
d
;

...

if
 
(
c
 
<
 
d
)

    
....

...

cout
 
<<
 
c
;

```

Tale codice solleverebbe un errore di compilazione, in quanto il compilatore non è in grado di valutare da solo se il complesso c è minore di d, né tantomeno di scriverlo a video. La soluzione, adottabile solo in C++ e C#, è quella di definire un opportuno sovraccarico per gli operatori < e <<. Per fare ciò è necessario conoscere come il compilatore dei linguaggi C tratta le espressioni con operatore. Esso le traduce con una chiamata a subroutine operator?(), dove al posto di ? va il simbolo dell'operatore. Ecco quindi i prototipi (e un paio di realizzazioni) di una completa famiglia di overloading per gli operatori principali di confronto e output.
```
//operator<

int
 
operator
<
(
Complex
 
a
,
 
Complex
 
b
)

{

    
return
 
((
a
.
r
*
a
.
r
+
a
.
i
*
a
.
i
)
<
(
b
.
r
*
b
.
r
+
b
.
i
*
b
.
i
));

}

int
 
operator
<
(
Complex
 
a
,
 
double
 
b
)

{

    
return
 
((
a
.
r
*
a
.
r
+
a
.
i
*
a
.
i
)
<
(
b
*
b
));

}

int
 
operator
<
(
Complex
 
a
,
 
float
 
b
);

int
 
operator
<
(
Complex
 
a
,
 
int
 
b
);

int
 
operator
<
(
double
 
a
,
 
Complex
 
b
);

int
 
operator
<
(
float
 
a
,
 
Complex
 
b
);

int
 
operator
<
(
int
 
a
,
 
Complex
 
b
);

 

//operator>

int
 
operator
>
(
Complex
 
a
,
 
Complex
 
b
)

{

   
return
 
((
a
.
r
*
a
.
r
+
a
.
i
*
a
.
i
)
>
(
b
.
r
*
b
.
r
+
b
.
i
*
b
.
i
));

}

int
 
operator
>
(
Complex
 
a
,
 
double
 
b
)

{

    
return
 
((
a
.
r
*
a
.
r
+
a
.
i
*
a
.
i
)
>
b
*
b
);

}

int
 
operator
>
(
Complex
 
a
,
 
float
 
b
);

int
 
operator
>
(
Complex
 
a
,
 
int
 
b
);

int
 
operator
>
(
double
 
a
,
 
Complex
 
b
);

int
 
operator
>
(
float
 
a
,
 
Complex
 
b
);

int
 
operator
>
(
int
 
a
,
 
Complex
 
b
);

//operator<<

ostream
&
 
operator
<<
(
ostream
&
 
out
,
 
Complex
 
c
)

{

    
cout
 
<<
 
c
.
r
;

    
if
 
(
c
.
i
 
>
 
0
)

        
cout
 
<<
 
"+"
;

    
cout
 
<<
 
c
.
i
 
<<
 
"i"
;

}

```

In linguaggio Visual Basic è possibile simulare il sovraccarico degli operatori implementando l'interfaccia IComparable.